# سیارک ۴۲۱۲
سیارک ۴۲۱۲ (به انگلیسی: 4212 Sansyu-Asuke، نامگذاری:1987SB2) چهار هزار و دویست و دوازدهمین سیارک کشف شده‌است که در ۲۸ سپتامبر ۱۹۸۷ کشف شد.
قدر مطلق سیارک برابر ۶۶.۶ است.